# Daneți
Daneți è un comune della Romania di 6 784 abitanti, ubicato nel distretto di Dolj, nella regione storica dell'Oltenia.
Il comune è formato dall'unione di 4 villaggi: Brabeți, Braniște, Daneți, Locusteni.